# Злекас
Зле́кас (латыш. Zlēkas) — населённый пункт в Вентспилсском крае Латвии. Административный центр Злекской волости. Находится на региональной автодороге P123 (Злекас — Угале). Расстояние до города Вентспилс составляет 36 км, до Кулдиги 20 км.
Злекскую волость пересекают две реки — Абава и Вента, благодаря чему здесь очень живописный ландшафт.
По данным на 2015 год, в населённом пункте проживало 284 человека. Есть волостная администрация, дом культуры и библиотека.

## История
Злекас (Gut Schleck — нем.) уже в XVI веке был собственностью домского капитула Курляндии.
В 1561 году поместье перешло в собственность баронского рода фон Беров, во владении которого находилось до Земельной реформы 1920 года, когда у помещиков была отобрана вся земля, за исключением 20 га придомовой территории.
Первое здание усадьбы было построено в 1640-е годы по приказу барона Карла фон Бера, в XVIII—XIX веке оно перестраивалось и постепенно дополнялось подсобными постройками. Также благоустраивался обширный ландшафтный парк вокруг господского дома, в который завозили экзотические растения.
В 1645 году в поместье была построена большая церковь, для которой был заказан богато украшенный резьбой по дереву алтарь и амвон. Благодаря этому церковь ранее называли Злекским собором.
В Злекас в 1796 году. была учреждена первая школа для детей слуг в Курляндии. В 1884 году к деревянному домику с мансардой добавили двухэтажное кирпичное здание, сохранившееся до наших дней. Колхоз им. Я.Фабрициуса пристроил к школе третий этаж и спортивный зал.
Злекас стал центром просвещения латышского народа благодаря деятельности местных пасторов, балтийских немцев. Первым из них стал Йохан Георг Биттнер (1779—1862) . Его сын Георг Биттнер (1805—1883) последовал примеру остзейского философа Иоганна Готфрида Гердера, который начал записывать латышские народные песни — дайны, задолго до того, как к этому подключились латыши Янис Спрогис, Фрицис Бривземниекс и главный исследователь латышского фольлора Кришьянис Баронс.
Во второй половине XIX века в Злекас была построена водяная мельница, действовавшая до 1990 года.
В советское время населённый пункт был центром Злекского сельсовета Вентспилсского района. В селе располагался колхоз имени Яна Фабрициуса. Он специализировался на выращивании сахарной свеклы для Лиепайского сахарного завода и на животноводстве.
В 1970-е годы в посёлке был построен жилмассив домов 103-й серии, вписанных в ландшафт архитекторами института «Латгипрогорстрой» А. Плесумсом и Дз. Озолиней.
В 2015 году история посёлка была представлена в объемной книге «Злекас. Времена и судьбы». В книге на основании архивных и музейных документов, а также личных интервью с жителями волости отражена ее история с момента крещения и до наших дней. Писательница и журналист Л.Селе в течение четырех лет работала над книгой, изданных по инициативе настоятеля Злекской евангелически-лютеранской общины Яниса Калниньша и меценатов Зинты и Гирта Штекенхофов.

## Достопримечательности
В Злекас находится несколько исторических объектов — церковь, парк, древнее кладбище и городище.

### Мельница
Недалеко от центра усадьбы находится построенная в XIX веке водяная мельница, которая находится в рабочем состоянии. Здесь в 1972 году снимался знаменитый фильм режиссера Рижской киностудии А.Лейманиса «Слуги дьявола на чертовой мельнице», а в 2005-м — фильм «Предел высоты» (Augstuma robeža", режиссёр У.Целма). Мельница проработала до 1990 года, сейчас в здании находится гостевой дом.

### Поместье
С 1561 года Злекас были владением баронов фон Беров. Ульрих фон Бер начал формировать вокруг своего поместья парк, который сохранился в течение 200 лет. В нем имеется 15 пород привезенных из-за рубежа пород деревьев и кустов, вырыто несколько прудов. Площадь парка составляет 8,5 га.
Сам господский дом, построенный превратился в руины. Но находившиеся в нем металлические решетки можно увидеть в Вентспилсском музее мореходства и рыболовства как один из блестящих образцов ковки начала XVIII века. Согласно легенде, в изготовлении этих решеток мастеру помогал сам чёрт.
Другая легенда гласит, что в поместье была кованая лестница невиданной красоты, которой во всем свете не сыскать. И если какой-то кузнец начинал хвастаться своей работой, его обычно останавливали вопросом: «А ты лестницу Злекского поместья видел?»
В состав помещичьей усадьбы входили не только помещения для скота, но также конюшни с манежем для выездки и псарня, которые частично сохранились.

### Церковь
В архитектуре церкви, которую заложили в 1645 году и освятили в 1648-м, доминирует раннее барокко и поздняя готика. Алтарь и амвон, изготовленные бременским краснодеревщиком Хопенштетом примерно в 1650 году, — ярчайший образец маньеризма в Курляндии.
Под алтарной частью церкви находится усыпальница баронов фон Беров.
В церковную башню трижды попадала молния, дважды башня сгорала и восстанавливалась.
История и художественное своеобразие храма исследованы искусствоведом Ояром Спаритисом в изданной в 2015 году брошюре «Злекской церкви 370 лет».

### Школа
Первоначально это был маленький деревянный домик с одной комнатой, где дети учились, ели и спали. Затем его надстроили вторым этажом. В этом доме впоследствии находился интернат, кухня и столовая.
Кирпичное двухэтажное здание школы было построено в 1884 году, его также надстроили третьим этажом в советское время, в 1960 году. Также по инициативе отдела народного образования Вентспилсского района в том же 1960 году к школе пристроили спортивный зал.
Школа непрерывно проработала 220 лет до закрытия в 2016 году, когда малое количество детей уже не позволило ее содержать. Сейчас в школе работает детский сад, где воспитывается 16 детей.

К востоку от усадьбы Злекас располагается древнее языческое капище — Каратаву калнс (Висельный холм). После католической колонизации холм был превращён в место казни с виселицей, чтобы отпугнуть людей от посещения этого места с целью поклонения идолам. Сейчас холм зарос могучими деревьями, в нем разбит парк, где имеются природные достопримечательности — «Феникс» и «Глаз Вселенной». Злекский парк пригоден для посещения инвалидов. 

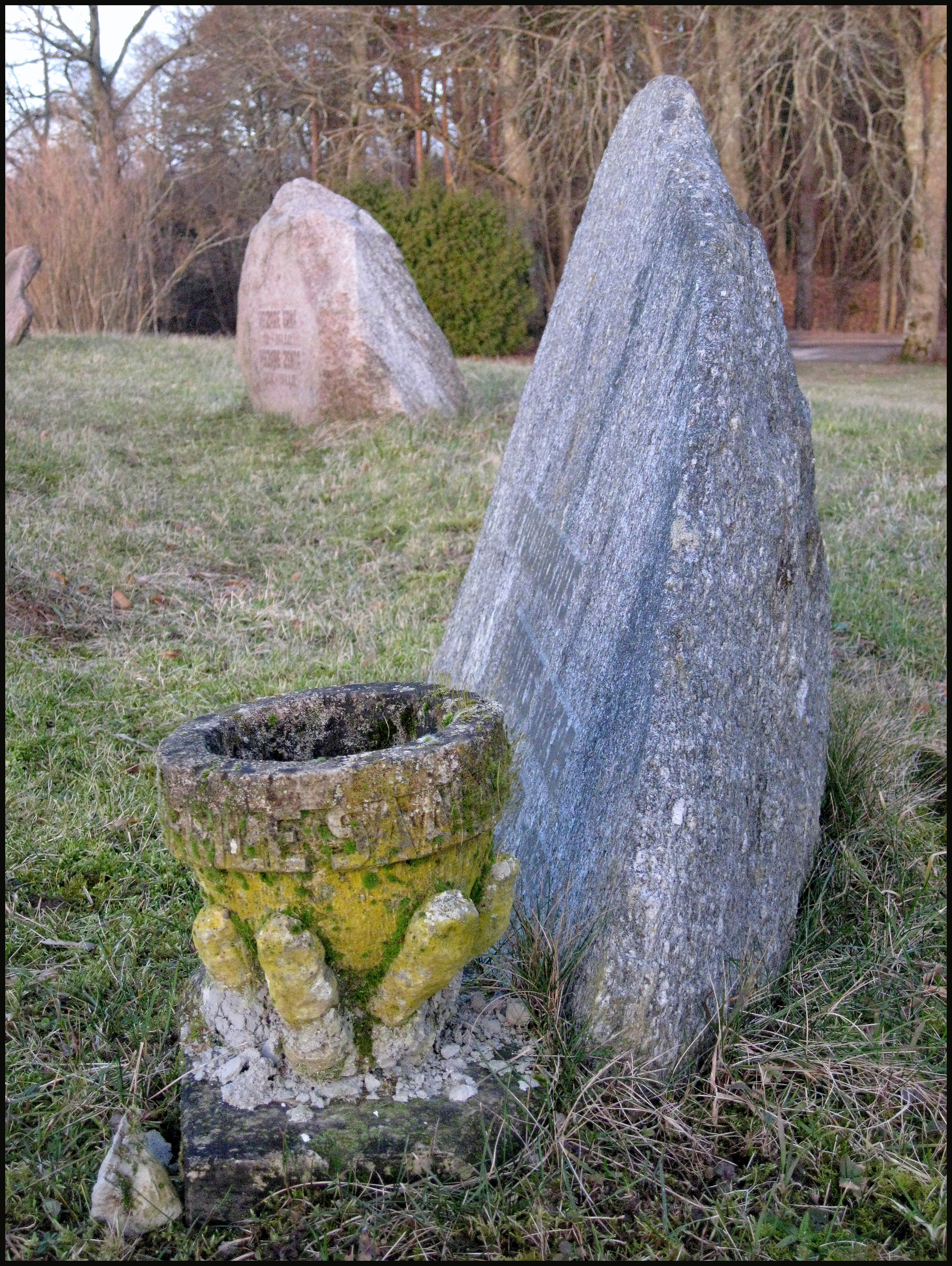
Кладбище
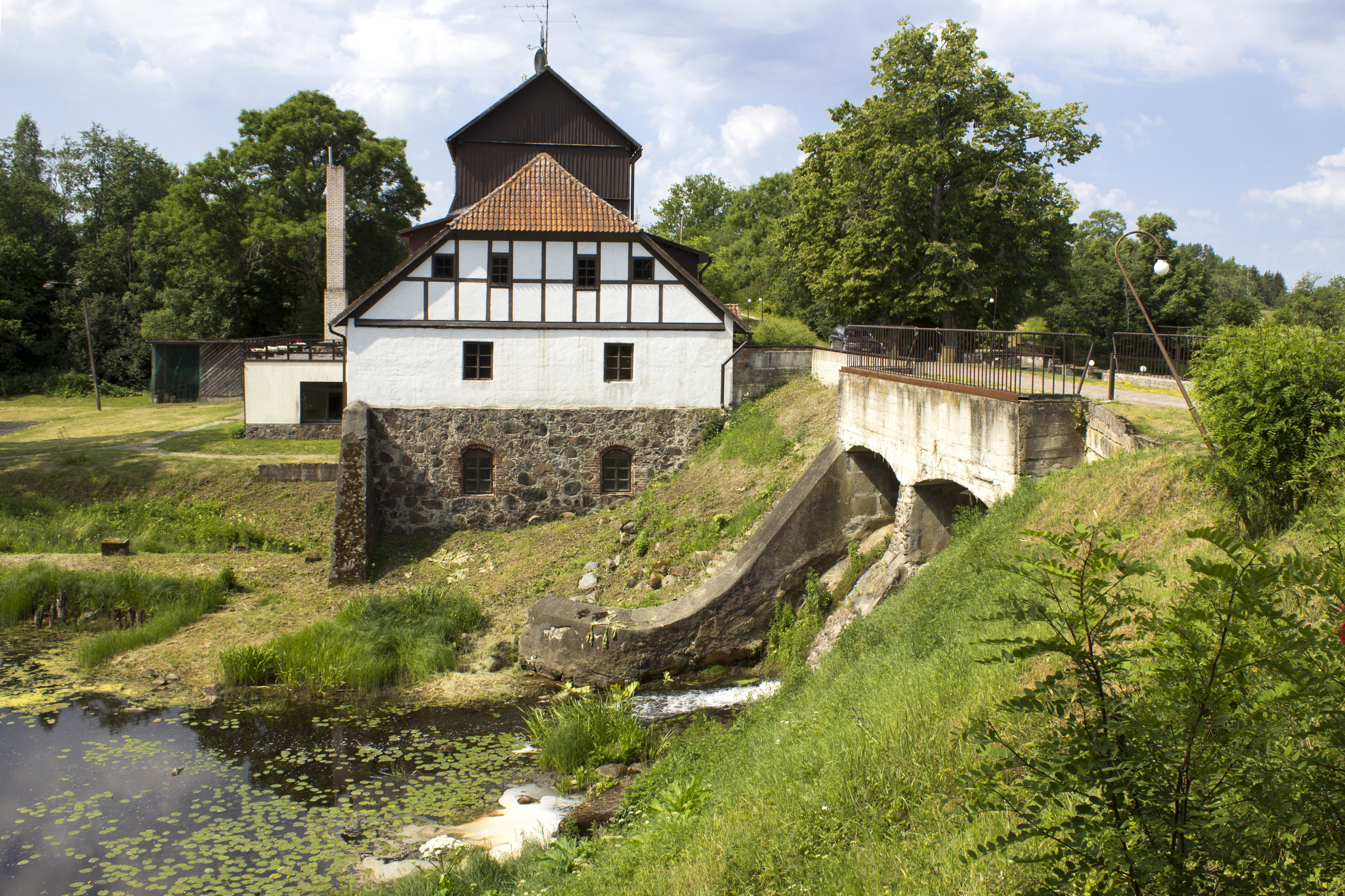
Мельница
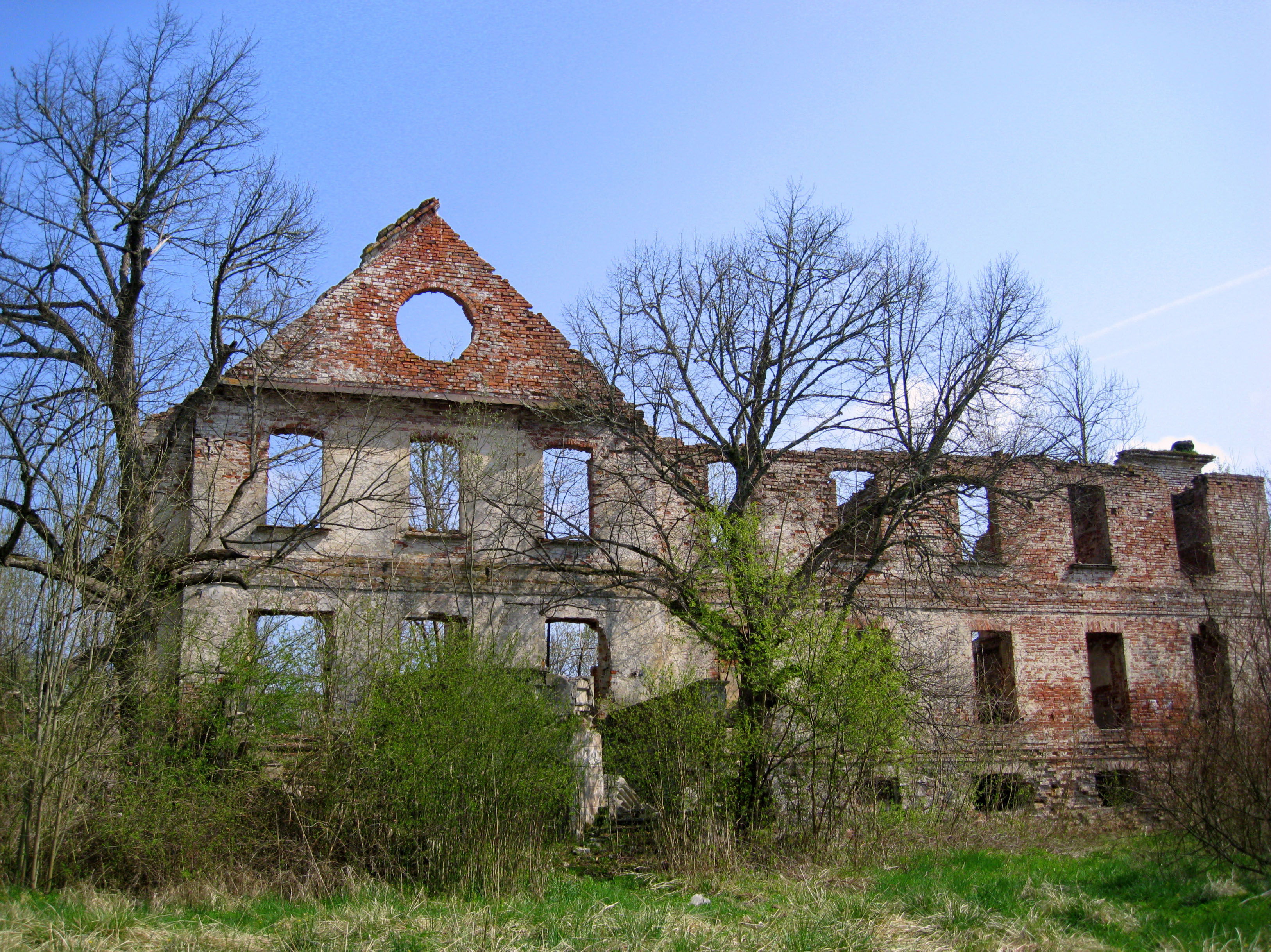
Руины усадьбы
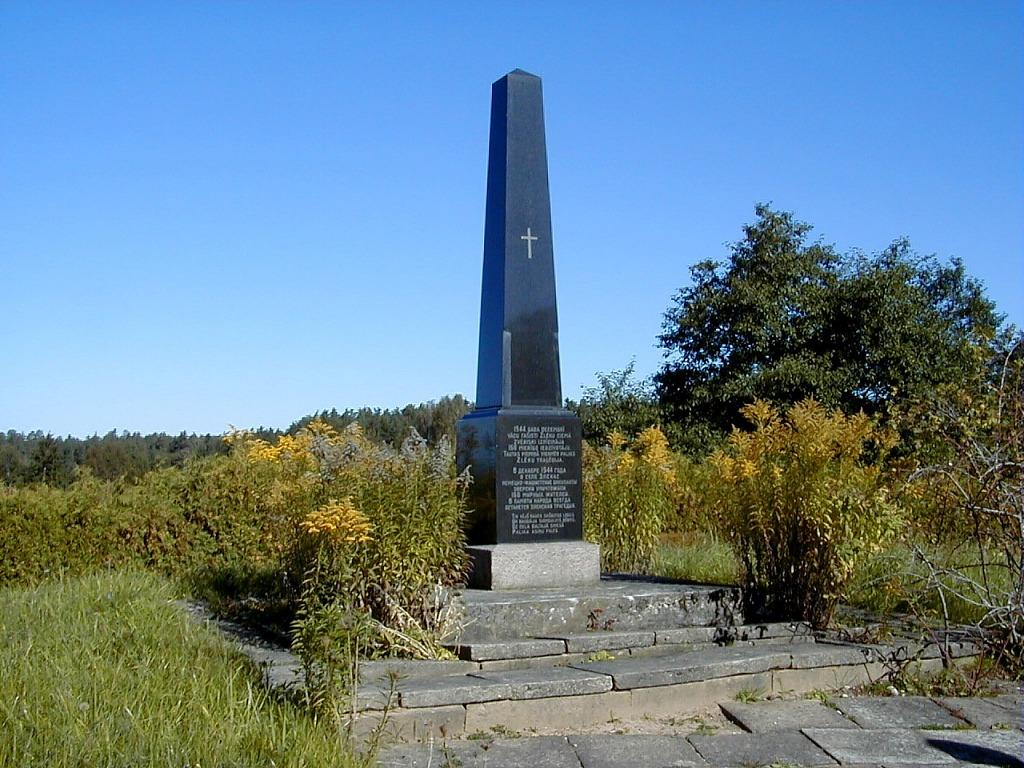
Памятник жертвам фашизма
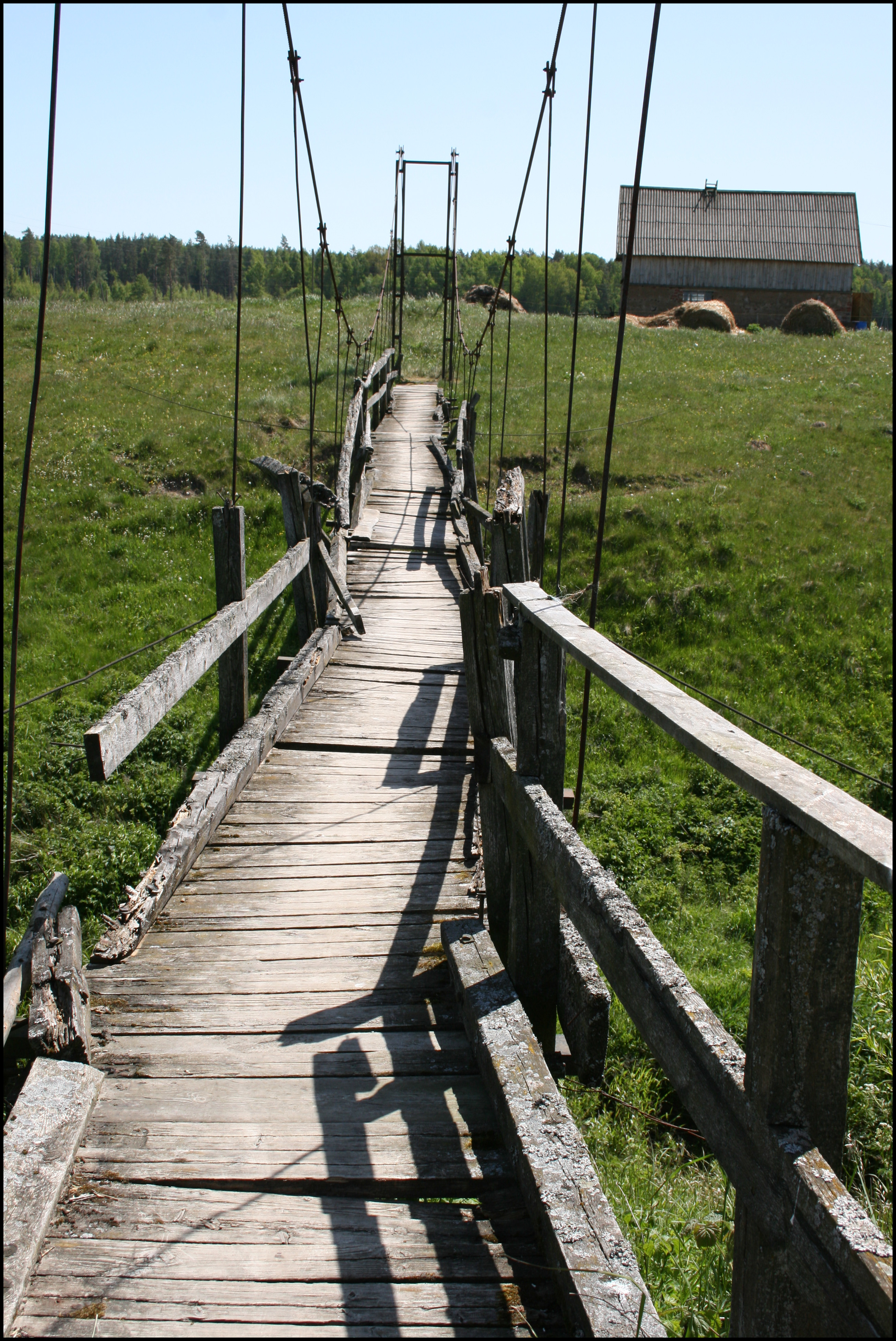
Подвесной мост

## Злекуская трагедия
В декабре 1944 года военнослужащие зондеркоманды СД, в которую входили и бойцы Латышского легиона СС, убили в селе Злекас 160 мирных жителей по обвинению в сотрудничестве с партизанами.

## Известные люди
- Йохан Георг Биттнер (1779—1862) — пастор и писатель Балтийских немцев.
- Георг Биттнер (1805—1883) — пастор и первый собиратель латышских народных песен — дайн, последователь зачинателя сбора латышского фольклора, остзейского философа Иоганна Готфрида Гердера. Балтийские немцы начали собирать дайны за 50 лет до того, как к этому подключились латыши и главный исследователь латышского фольлора Кришьянис Баронс[6].
- Фабрициус, Ян Фрицевич (1877—1929) — командир и комиссар Красной Армии во время Гражданской войны, командир высшего начсостава РККА, в память о котором в посёдке Злекас в советское время существовал дом-музей.